# Necry Talkie
Necry Talkie (ネクライトーキー, Nekurai Tōkī) é uma banda japonesa de rock formada em Osaka, Japão, em 2017. A banda lançou, até o momento, quatro álbuns de estúdio, um EP, quatro singles e um disco ao vivo. Sua atual gravadora é No Big Deal Records.

## História
A banda foi formada em março de 2017, quando Asahi convidou os outros três membros (exceto Nakamura), e sua primeira apresentação ao vivo acontecendo em 18 de agosto no Kitahorie Club Vijon em Osaka, onde também foi lançado seu primeiro single demo "Typhoon!" (タイフー！) juntamente de um videoclipe no YouTube.

## Integrantes
- Mossa (Guitarra, Vocal)
  - Mossa (もっさ, Mossa, nascida em 19 de setembro de 1994) é a principal vocalista e guitarrista rítmica, e ocasionalmente atua como compositora da banda.
- Asahi (Guitarra, Vocal de apoio)
  - Ren Asahi (朝日 廉, Asahi Ren, nascido em 23 de julho de 1990) é o principal guitarrista e compositor da banda. Asahi também é atualmente vocalista e guitarrista da banda Contemporary Life, e também atua como produtor Vocaloid sob o nome "Ishifuro".
- Fujita (Baixo, Vocal de apoio)
  - Aya Fujita (藤田 彩, Fujita Aya, nascida em 2 de agosto de 1990) é a baixista da banda. Assim como Asahi, ela é membro da banda Contemporary Life.
- Kazuma Takei (Bateria (instrumento musical))
  - Kazuma Takei (カズマ・タケイ, Takei Kazuma, nascido em 20 de agosto de 1989) é o baterista da banda. Ele também é atualmente membro de suporte da banda Contemporary Life.
- Ikuka Nakamura (Teclado (instrumento musical), Vocal de apoio)
  - Ikuka Nakamura (中村郁香, Ikuka Nakamura, nascida em 22 de abril), também conhecida como Ayaka Nakamura (ナカムラアヤカ, Nakamura Ayaka) é a tecladista da banda. Ela também é referenciada pelo seu apelido "Mu-san". Ayaka participou do primeiro show da banda como membro de suporte e acompanhou a banda nos tours, em 15 de março de 2019 ela integrou oficialmente a banda.[8]

## Discografia

### Álbuns
| Título | Data de lançamento      | Quantidade de faixas | Observações |
| ------ | ----------------------- | -------------------- | --- |
| One!   | 5 de dezembro de 2018   | 12 músicas no total  | Álbum de estreia da banda, foi o primeiro lançamento a ser distribuído nacionalmente, com vendas antecipadas iniciadas em 26 de novembro. Foi selecionado em dezembro pela Tower Records como um dos álbuns a ser promovido pelo seu projeto タワレコメン (Tawarekomen), que é a fusão das palavras タワー (torre) eレコメンド (recomendado). Foi classificado em 29º lugar nas paradas de sucessos da semana segundo a Oricon.                                                          |
| ZOO!!  | 29 de janeiro de 2020   | 11 músicas no total  | Anunciado em 23 de setembro de 2019 durante a "Necry Talkie One-Man Tour 2019" realizada no Mynavi BLITZ Akasaka, foi o primeiro lançamento da banda sob a distribuição da Sony Music. Contendo um total de 11 músicas gravadas, este trabalho está disponível em duas versões: uma edição padrão em CD, e outra edição limitada acompanhada de um DVD contendo cerca de 70 minutos da performance na One-Man Tour 2019. Foi classificado em 17º nas paradas de sucessos da semana.      |
| FREAK  | 19 de maio de 2021      | 13 músicas no total  | Terceiro álbum original da banda, inclui a música-tema de abertura "CHAKAPOCO" feita para o anime de TV EAGLE TALON. Disponível em duas versões, sendo a primeira um disco padrão, e a segunda uma edição limitada acompanha de um vídeo-documentário Blu-Ray da turnê nacional "Necry Talkie: Go Go Talkies 2020" realizada em dezembro de 2020. A arte foi desenhada por Mossa e retrata um personagem chamado "Freak-kun". Foi classificado em 14º nas paradas de sucessos da semana. |
| TORCH  | 21 de fevereiro de 2024 | 14 músicas no total  | Quarto e mais recente álbum da banda, inclui a música-tema de abertura "bloom" criada para o anime Scott Pilgrim: A Série da Netflix. Disponível em duas versões, sendo uma edição com disco com 14 faixas, e uma edição especial acompanhada do CD e de um disco Blu-Ray com o concerto ao vivo "Necry Talkie: Go Go Talkies! Auutumn 2023" realizado em novembro de 2023 no Zepp Shinjuku, em Tokyo. Foi classificado em 33º lugar nas paradas de sucessos da semana.                  |

### Singles
| Título                          | Data de lançamento     | Quantidade de faixas                      | Observações |
| ------------------------------- | ---------------------- | ----------------------------------------- | --- |
| Typhoon!                        | 18 de agosto de 2017   | 1 música no total                         | Lançado no mesmo dia da primeira apresentação ao vivo da banda, em Osaka, teve seu videoclipe lançado no dia seguinte no canal do YouTube da banda. O single teve vendas limitadas a 100 cópias.                                                                                          |
| Dakejanai Baby                  | 10 de novembro de 2017 | 3 músicas no total                        | Em 10 de novembro o video-clipe da faixa-título Dakejanai Baby foi lançado antecipadamente no YouTube. O EP só seria lançado 1 semana depois em 17 de novembro, juntamente de sua primeira apresentação ao vivo na "Okey Talkie! Vol. 1 Osaka Edition" realizada no Kitahorie Club Vijon. |
| Oshare Daisakusen               | 11 de maio de 2018     | 3 músicas no total                        | Lançado durante a apresentação ao vivo "Go Go Talkies!" no Kitahorie Club Vijon. O videoclipe viria a ser lançado no YouTube no dia 31 do mesmo mês. |
| Daregatame ni CHAKAPOCO wa Naru | 20 de outubro de 2020  | 1 música no total                         | Tema de abertura do anime EAGLE TALON da TV NHK-E. |
| Fuzaketenaize                   | 8 de setembro de 2021  | 4 músicas no total, sendo 2 instrumentais | Tema de abertura do anime Kanojo mo Kanojo da TBS TV. Alcançou o 28º lugar nas paradas de sucessos da semana da Oricon. |
| Odore! Lambada                  | 16 de agosto de 2023   | 4 músicas no total                        | Alcançou o 44º lugar nas paradas de sucessos da semana da Oricon. Uma turnê nacional chamada "Go Go Talkies! Autumn 2023" tocando as músicas do EP foi anunciada no lançamento do álbum.                                                                                                  |